# 수영농청놀이
수영농청놀이(水營農廳놀이)는 부산광역시 수영구에서 행해지는 놀이이다. 1972년 2월 18일 부산광역시의 무형문화재 제2호로 지정되었다.

## 개요
수영에서는 ‘농청’이라는 자치단체를 만들어 농민들의 기술향상과 협동심을 높여 생산증진을 도모하였다. 급격한 도시화에 따라 농청의 풍습뿐 아니라 그에 따르는 농요도 사라지게 되자 농청원들이 농악을 치고 농요를 부르며 농사짓는 과정을 놀이화하였다.
수영농청놀이는 집합신호에 의해 모인 농청원들이 농기, 농악대, 소, 농부들, 부인들 순으로 정렬하면 남녀 두 사람이 차례로 풀노래를 부르고, 일동은 농악장단에 맞추어 춤을 추며 일터로 상징되는 놀이마당으로 들어간다. 농사를 짓는 과정에 맞추어 가래소리, 모찌기소리, 모심기, 도리깨타작소리 순으로 모심기가 끝나면 남자 농청원들이 논매기를 한 뒤 동·서로 나누어 소싸움을 붙이고, 칭칭소리를 하며 한바탕 놀다가 퇴장한다.
도시화된 수영에서 농청원들이 부르던 농요를 중심으로 작업을 재현하여 연극화한 것은 부산지방의 민요를 계승한다는 의미뿐만 아니라 농청의 공동작업에 깃든 조상들의 합동, 단결, 근면 등의 정신적 유산을 전승한다는 면에서 그 가치가 크다 할 것이다.

## 보유자
수영농청놀이는 수영고적민속예술보존협회를 중심으로 전승되고 있다. 오성곤, 태흥룡, 신말순, 유정오 등이 보유자로 있다.
| 구분         | 성명   | 성별 | 생년월일   | 기.예능                          | 주소                                               | 인정일자   | 해제일자 | 비고 |
| ------------ | ------ | ---- | ---------- | -------------------------------- | -------------------------------------------------- | ---------- | -------- | ---- |
| 명예보유자   | 오성곤 | 남   | 1929.11.06 |                                  | 수영구 수미로 ㅇㅇ번길 ㅇㅇ                        | 2019.12.25 |          |      |
| 명예보유자   | 신말순 | 여   | 1936.11.07 | 창                               | 부산 동래구                                        | 2012.05.17 |          |      |
| 전수교육조교 | 김현일 | 남   | 1976.01.27 | 악사(호적,장구)/ 소리(가래,칭칭) | 부산진구 동평로 291번길 30, 와인아파트 ***동****호 | 2017.07.04 |          |      |
| 전수교육조교 | 박범식 | 남   | 1970.11.16 | 악사(꽹가리)/ 소리(가래,칭칭)    | 수영구 연수로 324번지                              | 2017.07.04 |          |      |

## 참고 문헌
- 수영농청놀이 - 국가유산청 국가유산포털